# The Pilgrimage (album)
The Pilgrimage è il sesto album in studio da solista del rapper statunitense Cappadonna (Wu-Tang Clan), pubblicato nel 2011.

## Tracce
1. A - Alike B - Alike C - Alike – 3:33
2. Dart Imports – 2:40
3. Energy Guard – 3:10
4. Hoody Hoodpecker (featuring Matlock & Killa Black) – 3:47
5. Good Wine (featuring Chedda Bang) – 2:08
6. Put God First (featuring Solomon Childs & Inspectah Deck) – 4:03
7. Hold On – 2:58
8. Honey's Look Good (featuring Inspectah Deck) – 4:12
9. For You (featuring Killa Black) – 4:05
10. Friendemies (featuring Chedda Bang) – 3:59
11. Can't Believe It's Him – 4:31
12. Cuban Link Kings – 3:36
13. Trials & Tribulations (featuring Killa Black & Elite) – 2:56